# 게오르크 5세
게오르크 5세(Georg V., 1819년 5월 27일 ~ 1878년 7월 12일)는 하노버 왕가 출신 하노버 왕국의 마지막 군주(재위:1851년 11월 18일 ~ 1866년 9월 20일)이자 제2대 컴벌랜드와 테비오트데빌 공작 조지이다. 본명은 조지 프레더릭 알렉산더 찰스 어니스트 오거스터스, 게오르크 프리드리히 알렉산더 카를 에른스트 아우구스트(Georg Friedrich Alexander Karl Ernst August).
그레이트브리튼 아일랜드 연합왕국의 여왕 빅토리아의 외숙 제1대 컴벌랜드와 테비오트데일 공작 어니스트 오거스터스의 아들 컴벌랜드 공자 조지(Prince George of Cumberland, 후의 하노버 왕세자 게오르크)로 태어났다.
후에 부친 어니스트 오거스터스가 하노버 국왕 에른스트 아우구스트로 즉위하였고 게오르크 왕세자는 시각 장애인이었기 때문에 왕위 계승에 어려움이 있었지만 부왕은 게오르크의 왕위 계승을 허락했다. 1843년 2월 18일에는 요제프 폰 작센알텐부르크 공작의 딸 마리와 결혼했다.
1866년 프로이센 왕국과의 전쟁에서 패하면서 게오르크는 영국으로 망명하였고 하노버 분리 독립 운동을 추진하였다. 영국왕 조지 3세의 후손이었던 그는 컴벌랜드와 테비오트데일 공작이라는 직위를 갖고 있었기 때문에 영국에 체류할 수 있었다.
한편 그의 후손들은 브라운슈바이크 공국에 대한 상속권도 주장했다. 빌헬름 2세 폰 브라운슈바이크 공작이 후사없이 사망하자, 게오르크 5세의 후손들은 빌헬름의 친할머니 아우구스타가 조지 2세의 손녀이자 조지 3세의 누이였고, 웨일스 공 프레더릭의 딸임을 근거로 가까운 친척임을 들어 상속권을 주장했던 것이다. 빌헬름 2세는 게오르크 5세의 손자 에른스트 아우구스트를 후계자로 지명했으나 프로이센의 반발로 무산되었다. 브라운슈바이크 공국은 30여년간의 섭정기(1차는 프리드리히 빌헬름 3세의 손자 알브레히트, 2차는 프리드리히 프란츠 2세 폰 메클렌부르크슈베린 대공의 아들 요한 알브레히트)를 거쳐 결국 에른스트 아우구스트가 상속하였으나 독일 11월 혁명으로 작위를 박탈당했다.